# 土屋巴瑞季
土屋 巴瑞季（つちや はずき、1994年2月14日 - ）は、日本の女性ファッションモデル。神奈川県出身。サムデイを経てNLINE所属。

## 略歴
高校1年の秋、父親の知人に誘われてモデル事務所に入った。
2010年1月号で『CanCam』に初登場し、同年3月に同誌の専属モデルに決定した。同年8月発売の10月号では、同誌史上最年少となる16歳6カ月で単独表紙に抜擢された。当時の最年少単独表紙モデルだった山田優の16歳8カ月の記録を更新した。
2016年3月に亜細亜大学を卒業し、同年10月発売の12月号で『CanCam』の専属モデルを卒業した。
2024年11月に所属事務所サムデイが破産手続き開始決定の申し立てを行ったことを公表。2025年1月にNLINE所属となった。

## 広告塔
ジーンズブランド『Lee』からキャラクターモデル起用を受けた2011年には同ブランドの同年春季の広告塔として活動。ファッションブランド『サマンサタバサ』の広告塔にあたる“サマンサミューズ”の一員ともなっており、山本美月、ローラ、蛯原友里、道端ジェシカ、ならびに板野友美という5名の“サマンサミューズ”らにテイラー・モムセンを加えた総勢7名で2011年8月から同ブランドのテレビコマーシャルに出演。このサマンサタバサにあっては、いわゆる東日本大震災向けの慈善事業の一環として、自身のプロデュースによるバッグを発売することにもなった。化粧品ブランド『マリ・クレールコスメティクス』のイメージキャラクターを担ってもいる。

## 人物
- 弟が1人いる[13]。
- 特技はクラシックバレエ。ボリショイバレエ団の日本公演に出演したことがある[14]。
- 『PON!』でも共働した西田有沙は高校の先輩[15]、ライバル誌「JJ」のモデルでもある大川藍は高校の同級生[16]。
- 2021年5月に結婚、2022年春に結婚式を挙げた[17]。

## 出演

### 雑誌
- CanCam（2010年3月号 - 2016年12月号）[7]

### ランウェイ
- ガールズアワード：2010年秋冬[18]
- 福岡アジアコレクション：2011年春夏、2012年春夏[19]
- Canコレ!（2012年2月26日）[20]
- 神戸コレクション：2012年春夏[21]
- 東京ランウェイ：2012年春夏[22]、2012年秋冬[23]、2013年春夏[24]

### テレビCM
- 『CanCam』（2011年1月号、2010年11月22日より） 共/舞川あいく、安座間美優、山本美月[25]
- 『バレンタインチョコレート』（明治製菓、2011年） 共/仲里依紗、橋本愛[26]
- 『サマンサミューズALL STARS CM』（サマンサタバサ、2011年） 共/山本美月、ローラ、蛯原友里、道端ジェシカ、板野友美、テイラー・モムセン[10]

### テレビドラマ
- しぇいけんBABY! -Shakespeare Syndrome-（2010年1月3日、フジテレビ） - 妖精パック 役
- 福岡恋愛白書 パート6「つり革の距離」（2011年2月13日、九州朝日放送） - 今野美咲 役
- チープ・フライト（2013年3月1日、日本テレビ）

### テレビ番組
- PON!（2012年4月 - 2015年9月、日本テレビ）[5]
- 東京上級デート ＃95 武蔵小山（2014年3月19日、テレビ朝日）

### その他
- 音楽PV：「moonlight/スカイハイ/YAY」(moumoon) 共/舞川あいく、安座間美優、山本美月[27][28]
- キャラクターモデル：『Lee 2011年春』[29]
- 書籍型カタログ：『サマンサタバサ 2011 ウィンター コレクション』（サマンサタバサ、2011年11月18日発売） 表紙 共/テイラー・モムセン、蛯原友里、道端ジェシカ、板野友美、ローラ、山本美月[30]

### イメージモデル（広告）
- 晴れ着の丸昌（2013年 - ）